# Diskografija sastava Paramore
'Diskografija rock sastava Paramore, iz Franklina, Tennessee. Objavili su pet studijskih albuma, dva koncertna albuma, pet EP-ova i 23 singlova.
Sastav Paramore osnovan je u Franklin u Tennesseeju 2004. godine, a originalni članovi bili su pjevačica Hayley Williams, gitarist Josh Farroa i bubnjar Zac Farroa. 2005. Paramore objavljuje svoj prvi studijski album All We Know Is Falling. Album je ostvario manji uspjeh u SAD-u. S njega su objavljena tri singla:  "Pressure", "Emergency" i "All We Know". Iako se nijedan singl nije pozicionirao na ijednu ljestvicu, singl "Pressure" kasnije će zauzeti 62. mjesto ljestvice Hot Digital Songs.
Riot je bio album koji je dobro prošao na nekoliko ljestvica. Po svom objavljivanju u lipnju 2007., album se pozicionirao na broj 15 ljestvice Billboard 200. Glavni singl albuma objavljen je u lipnju te je u SAD-u zaradio zlatnu nakladu.

## Albumi

### Studijski albumi
| 2005.                                                  | All We Know Is Falling - Formati: CD, LP       | —  | — | —  | —  | —  | —  | —  | —  | —  | 51 | - BPI: Zlatni  |
| 2007.                                                  | Riot! - Formati: CD, digitalno preuzimanje, LP | 15 | — | 47 | 66 | 26 | 63 | 53 | 61 | 15 | 24 | - RMNZ: Zlatni |
| 2009.                                                  | Brand New Eyes - Formati: CD, LP               | 2  | 3 | 6  | 3  | 5  | 7  | 1  | 23 | 1  | 1  | - RMNZ: Zlatni |
| 2013.                                                  | Paramore - Formati: CD, LP                     | 1  | 1 | 13 | 3  | 10 | 8  | 1  | 18 | 1  | 1  | - RMNZ: Zlatni |
| 2017.                                                  | After Laughter - Formati: CD, LP               | 6  | 9 | 3  | 10 | 14 | 18 | 4  | 17 | 7  | 4  | - BPI: Zlatni  |
| "—" album nije pozicioniran u tim zemljama/ljestvicama |                                                |    |   |    |    |    |    |    |    |    |    |                |

### Albumi uživo
| Godina | Informacije o albumu                | Pozicija | Pozicija | Pozicija | Pozicija | Pozicija | Pozicija | Pozicija | Pozicija | Pozicija | Pozicija | Certifikacije |
| Godina | Informacije o albumu                | SAD      | US Heat  | AUS      | AUT      | FIN      | NJEM     | IRS      | NIZ      | NZ       | UK       | Certifikacije |
| ------ | ----------------------------------- | -------- | -------- | -------- | -------- | -------- | -------- | -------- | -------- | -------- | -------- | ------------- |
| 2008.  | Live in the UK 2008 - Formati: CD   | —        | —        | —        | —        | —        | —        | —        | —        | —        | 200      |               |
| 2008.  | The Final Riot! - Formati: CD + DVD | 88       | —        | 38       | —        | 31       | —        | —        | —        | —        | 153      | - SAD: zlatna |

### EP-ovi
| Godina | Informacije o EP-u                |
| ------ | --------------------------------- |
| 2006.  | The Summer Tic EP - Format: CD    |
| 2010.  | 2010 Summer Tour - Format: CD     |
| 2010.  | The Only Exception - Format: CD   |
| 2013.  | The Holiday Sessions - Format: CD |
| 2014.  | Ain't It Fun Remixes - Format: CD |

### Soundtrack albumi
| Godina | Informacije o albumu                                      |
| ------ | --------------------------------------------------------- |
| 2008.  | Twilight: Original Motion Picture Soundtrack - Format: CD |

## Singlov i
| Godina | Singl                   | Pozicija | Pozicija | Pozicija | Pozicija | Pozicija | Pozicija | Pozicija | Pozicija | Pozicija | Pozicija | Pozicija | Pozicija | Pozicija | Certifikacija | Album                              |
| Godina | Singl                   | SAD      | Pop 100  | Alt.     | AUS      | KAN      | DAN      | FIN      | FRA      | MEK      | NIZ      | NZ       | POR      | UK       | Certifikacija | Album                              |
| ------ | ----------------------- | -------- | -------- | -------- | -------- | -------- | -------- | -------- | -------- | -------- | -------- | -------- | -------- | -------- | ------------- | ---------------------------------- |
| 2005.  | "Pressure"              | —        | —        | —        | —        | —        | —        | —        | —        | —        | —        | —        | —        | —        |               | All We Know Is Falling             |
| 2005.  | "Emergency"             | —        | —        | —        | —        | —        | —        | —        | —        | —        | —        | —        | —        | —        |               | All We Know Is Falling             |
| 2006.  | "All We Know"           | —        | —        | —        | —        | —        | —        | —        | —        | —        | —        | —        | —        | —        |               | All We Know Is Falling             |
| 2007.  | "Misery Business"       | 26       | 16       | 3        | 65       | 67       | 79       | 17       | 83       | 12       | 28       | —        | 23       | 17       | platinasta    | Riot!                              |
| 2007.  | "Hallelujah"            | —        | —        | —        | —        | —        | —        | —        | —        | —        | —        | —        | —        | 139      |               | Riot!                              |
| 2007.  | "Crushcrushcrush"       | 54       | 43       | 4        | —        | —        | —        | 4        | —        | 42       | —        | 32       | 5        | 61       | zlatna        | Riot!                              |
| 2008.  | "That's What You Get"   | 66       | 25       | 36       | —        | 92       | 33       | —        | 51       | 51       | 35       | 35       | 33       | 55       | zlatna        | Riot!                              |
| 2008.  | "Decode"                | 33       | 30       | 5        | 12       | 48       | 47       | 9        | 10       | 27       | —        | 15       | 24       | 52       | zlatna        | Twilight                           |
| 2009.  | "Ignorance"             | 67       |          | 7        | 35       | 17       |          |          |          |          |          | 15       |          | 52       | zlatna        | Brand New Eyes                     |
| 2009.  | "Brick by Boring Brick" | —        |          |          | 85       |          |          |          |          |          |          | 29       |          | 85       |               | Brand New Eyes                     |
| 2010.  | "The Only Exception"    | 24       |          | —        | 17       | 25       |          |          |          |          |          | 13       |          | 31       | 2x Platinum   | Brand New Eyes                     |
| 2010.  | "Careful"               | 78       |          | 37       |          |          |          |          |          |          |          | 13       |          | 108      |               | Brand New Eyes                     |
| 2010.  | "Playing God"           | —        |          | —        |          |          |          |          |          |          |          |          |          | 103      |               | Brand New Eyes                     |
| 2011.  | "Monster"               | 36       |          | 23       | 56       | 55       |          |          |          |          |          | 23       |          | 22       | zlatna        | Transformeri: Tamna strana Mjeseca |
| 2013.  | "Now"                   | —        |          | —        | —        | 48       |          |          |          |          |          | —        |          | 39       |               | Paramore                           |
| 2013.  | "Still Into You"        | 24       |          | —        | 5        | 58       |          |          |          |          |          | 14       |          | 15       | 2x Platinum   | Paramore                           |
| 2013.  | "Daydreaming"           | —        |          | —        | —        |          |          |          |          |          |          | —        |          | —        |               | Paramore                           |
| 2014.  | "Ain't It Fun"          | 10       |          | —        | —        | 32       | 27       |          |          |          |          | —        |          | 113      | 3x Platinum   | Paramore                           |
| 2017.  | "Hard Times"            | 90       |          | 13       | 61       | 65       |          |          |          |          |          | —        |          | 34       | zlatna        | After Laughter                     |
| 2017.  | "Told You So"           | —        |          | —        | —        |          |          |          |          |          |          | —        |          | —        |               | After Laughter                     |
| 2017.  | "Fake Happy"            | —        |          | 37       | 33       |          |          |          |          |          |          | —        |          | —        |               | After Laughter                     |
| 2018.  | "Rose-Colored Boy"      | —        |          | —        | —        | —        |          |          |          |          |          | —        |          | —        |               | After Laughter                     |
| 2018.  | "Caught in the Middle"  | —        |          | —        | —        | —        |          |          |          |          |          | —        |          | —        |               | After Laughter                     |

## Videospotovi
| Godina | Naziv                          | Redatelj                 |
| ------ | ------------------------------ | ------------------------ |
| 2005.  | "Pressure"                     | Shane Drake              |
| 2005.  | "Emergency"                    | Shane Drake              |
| 2006.  | "All We Know"                  | Dan Dobi                 |
| 2007.  | "Misery Business"              | Shane Drake              |
| 2007.  | "Hallelujah"                   | Big TV!                  |
| 2007.  | "Crushcrushcrush"              | Shane Drake              |
| 2008.  | "That's What You Get"          | Marcos Siega             |
| 2008.  | "Decode"                       | Shane Drake              |
| 2009.  | "Ignorance"                    | Honey                    |
| 2009.  | "Brick by Boring Brick"        | Meiert Avis              |
| 2010.  | "The Only Exception"           | Brandon Chesbro          |
| 2010.  | "Careful"                      | Brandon Chesbro          |
| 2010.  | "Playing God"                  | Brandon Chesbro          |
| 2011.  | "Monster"                      | Shane Drake              |
| 2013.  | "Now"                          | Daniel "Cloud" Campos    |
| 2013.  | "Still into You"               | Isaac Rentz              |
| 2013.  | "Anklebiters"                  | Jordan Brune             |
| 2013.  | "Daydreaming"                  | Julian Acosta            |
| 2014.  | "Ain't It Fun"                 | Sophia Peer              |
| 2014.  | "Last Hope" (uživo)            | Michael Thelin           |
| 2014.  | "Hate to See Your Heart Break" | Chuck David Willis       |
| 2017.  | "Hard Times"                   | Andrew Joffe             |
| 2017.  | "Told You So"                  | Zac Farro i Aaron Joseph |
| 2017.  | "Fake Happy"                   | Zac Farro                |
| 2018.  | "Rose-Colored Boy"             | Warren Fu                |
| 2018.  | "Caught In the Middle"         | Computer Team            |